# Morti il 5 settembre
| Questa pagina contiene informazioni ricavate automaticamente dalle voci biografiche con l'ausilio del template Bio e di un bot. L'aggiornamento è periodico e automatico e ricostruisce completamente la pagina. Se manca una persona in questa lista, sei pregato di non aggiungerla, ma accertati piuttosto che la sua voce biografica contenga il template Bio e che i dati anagrafici siano correttamente compilati. Se il template Bio manca, inseriscilo tu stesso o, in alternativa, metti l'avviso {{tmp\|Bio}} che ne segnala la mancanza. Se i dati riportati sono sbagliati, correggi direttamente la voce biografica; le modifiche saranno visibili in questa lista entro pochi giorni. Per chiarimenti vedi il progetto biografie. La lista contiene solo le 473 persone che sono citate nell'enciclopedia e per le quali è stato implementato correttamente il template Bio. Pagina aggiornata al 13 ago 2025. |

## I secolo(1)
- 75 - Imperatore Ming, imperatore cinese (n. 28)

## IV secolo(1)
- 307 - Settimio di Jesi, vescovo romano

## VI secolo(2)
- 536 - Ursicino di Ravenna, vescovo italiano
- 590 - Autari, re longobardo

## IX secolo(1)
- 818 - ʿAlī al-Riḍā (n. 765)

## XII secolo(2)
- 1128 - Rainulfo Flambard, vescovo cattolico francese
- 1165 - Nijō, imperatore giapponese (n. 1143)

## XIII secolo(1)
- 1235 - Enrico I di Brabante, condottiero tedesco (n. 1165)

## XIV secolo(4)
- 1304 - Rüdiger Manesse, politico svizzero
- 1329 - Marco I Visconti, politico e condottiero italiano
- 1336 - Carlo d'Étampes, nobile (n. 1305)
- 1340 - Gentile da Matelica, religioso e missionario italiano (n. 1290)

## XV secolo(4)
- 1433 - Lê Lợi, imperatore e generale vietnamita (n. 1385)
- 1481 - Giovanni I di Kleve, duca (n. 1419)
- 1495 - Agamennone Arcipreti, condottiero italiano
- 1497 - Pier Filippo Pandolfini, politico italiano (n. 1437)

## XVI secolo(17)
- 1505 - Raymond Pérault, cardinale e vescovo cattolico francese (n. 1435)
- 1516 - Tommaso Inghirami, letterato e umanista italiano (n. 1470)
- 1546 - Angelo Marzi, vescovo cattolico italiano (n. 1477)
- 1548 - Caterina Parr, sovrana (n. 1512)
- 1551 - Giovan Giacomo Passeri, francescano italiano
- 1553 - Giovanni Moglio, religioso, insegnante e predicatore italiano
- 1561 - Giovanni Antonio Delfini, francescano e teologo italiano (n. 1506)
- 1562 - Katharina Zell, scrittrice belga (n. 1497)
- 1569 - Edmund Bonner, vescovo cattolico britannico
- 1569 - Pieter Bruegel il Vecchio, pittore olandese
- 1569 - Bernardo Tasso, poeta italiano (n. 1493)
- 1570 - Luigi Anguillara, botanico italiano (n. 1512)
- 1570 - Giovanni da Cavino, medaglista italiano (n. 1500)
- 1572 - Diego de Espinosa, cardinale e vescovo cattolico spagnolo (n. 1513)
- 1575 - Federico Commandino, matematico, umanista e tipografo italiano (n. 1509)
- 1578 - Giovanni Battista Rossi, religioso italiano (n. 1507)
- 1581 - Oberto Foglietta, storico italiano (n. 1518)

## XVII secolo(11)
- 1618 - Jacques du Perron, cardinale, arcivescovo cattolico e poeta francese (n. 1556)
- 1623 - Ottavio d'Aragona Tagliavia, nobile, politico e militare italiano (n. 1565)
- 1624 - Gregorio Carbonelli, vescovo cattolico e teologo italiano (n. 1561)
- 1629 - Domenico Allegri, compositore e cantore italiano
- 1633 - Giovanni Taddeo di Sant'Eliseo, vescovo cattolico spagnolo (n. 1574)
- 1654 - Niccolò Longobardi, gesuita italiano (n. 1565)
- 1657 - Pieter van de Venne, pittore olandese (n. 1615)
- 1658 - Carlo Ridolfi, pittore e scrittore italiano (n. 1594)
- 1659 - Pieter de Carpentier, politico olandese (n. 1586)
- 1677 - Henry Oldenburg, letterato e ambasciatore tedesco (n. 1618)
- 1684 - Konrad Wilhelm von Wernau, vescovo cattolico tedesco

## XVIII secolo(17)
- 1705 - Domenico Martire, presbitero e storico italiano (n. 1634)
- 1707 - Maria Vittoria Gonzaga, nobile italiana (n. 1659)
- 1716 - Gaetano Francesco Caetani, IX duca di Sermoneta, nobile italiano (n. 1656)
- 1717 - Louis Ferdinand Elle il giovane, pittore francese (n. 1648)
- 1728 - Antoine-François de Laval, cartografo e astronomo francese (n. 1664)
- 1734 - Nicolas Bernier, compositore, clavicembalista e teorico della musica francese (n. 1644)
- 1744 - Giovanni Giuliani, scultore e intagliatore italiano (n. 1664)
- 1745 - Simon-Joseph Pellegrin, poeta, librettista e drammaturgo francese (n. 1663)
- 1749 - John James Heidegger, impresario teatrale svizzero (n. 1666)
- 1765 - Anne-Claude-Philippe de Tubières, conte di Caylus, archeologo, pittore e antiquario francese (n. 1692)
- 1767 - Fabio Canal, pittore italiano (n. 1701)
- 1776 - Anton de Haen, medico olandese (n. 1704)
- 1779 - Giuseppe Cerini, letterato e giurista italiano (n. 1738)
- 1781 - Angiolo Tavanti, giurista e politico italiano (n. 1714)
- 1782 - Bartolina Sisa, rivoluzionaria boliviana (n. 1750)
- 1787 - Francesco Griselini, naturalista e botanico italiano (n. 1717)
- 1788 - Luisa di Lorena, nobildonna francese (n. 1718)

## XIX secolo(56)
- 1802 - Henry Fox-Strangways, II conte di Ilchester, nobile e politico inglese (n. 1747)
- 1803 - François Devienne, compositore, flautista e fagottista francese (n. 1759)
- 1803 - Pierre-Ambroise-François Choderlos de Laclos, scrittore, generale e inventore francese (n. 1741)
- 1812 - Girolamo della Porta, cardinale italiano (n. 1746)
- 1817 - Ferdinand Daniel Pulszky de Csélfalva, militare austriaco (n. 1759)
- 1823 - Pakubuwono V, sovrano indonesiano (n. 1784)
- 1824 - Pierre Louis de Lacretelle, giurista francese (n. 1751)
- 1829 - Pierre Daru, politico, militare e scrittore francese (n. 1767)
- 1829 - Charles Stanhope, III conte di Harrington, nobile e ufficiale inglese (n. 1753)
- 1832 - John Ferguson, politico statunitense (n. 1777)
- 1832 - Johann Gottfried Langermann, psichiatra tedesco (n. 1768)
- 1832 - Sigismondo Nappi, pittore italiano (n. 1804)
- 1836 - Ferdinand Maria von Chotek, arcivescovo cattolico austriaco (n. 1781)
- 1836 - Ferdinand Raimund, drammaturgo austriaco (n. 1790)
- 1838 - Charles Percier, architetto francese (n. 1764)
- 1841 - Margherita Paola Dall'Aglio, tipografa e letterata italiana (n. 1758)
- 1841 - Achille Pinelli, pittore italiano (n. 1809)
- 1846 - Charles Metcalfe, I barone Metcalfe, diplomatico e politico britannico (n. 1785)
- 1847 - Jean-Baptiste Rauzan, presbitero francese (n. 1757)
- 1848 - Muhammad Shah Qajar, sovrano persiano (n. 1808)
- 1852 - Sergej Sergeevič Gagarin, politico, impresario teatrale e principe russo (n. 1795)
- 1854 - Antoine-François Varner, drammaturgo francese (n. 1789)
- 1857 - Auguste Comte, filosofo francese (n. 1798)
- 1857 - Mary Ann Duff, attrice teatrale inglese (n. 1794)
- 1859 - Friedrich von Olivier, pittore tedesco (n. 1791)
- 1859 - Savino Savini, patriota e drammaturgo italiano (n. 1813)
- 1861 - Giuseppe Godeassi, arcivescovo cattolico italiano (n. 1788)
- 1862 - Vincenzo Fiodo, compositore italiano (n. 1778)
- 1863 - Giuseppe La Farina, patriota, saggista e politico italiano (n. 1815)
- 1864 - Ferdinand de Bertier de Sauvigny, politico e nobile francese (n. 1782)
- 1865 - Alexander Schimmelfennig, generale e rivoluzionario tedesco (n. 1824)
- 1866 - Jules Dupuit, ingegnere e economista francese (n. 1804)
- 1867 - Guglielmo d'Assia-Kassel, nobile (n. 1787)
- 1868 - Paolo Marzolo, medico e linguista italiano (n. 1811)
- 1868 - Pierre Louis Vasquez, esploratore e mercante statunitense (n. 1798)
- 1870 - William Holcombe, politico statunitense (n. 1804)
- 1871 - Lorenzo Granetti, medico e scrittore italiano (n. 1801)
- 1873 - Andreas Melczer von Kellemes, generale austriaco (n. 1800)
- 1876 - Manuel Blanco Encalada, ammiraglio e politico cileno (n. 1790)
- 1877 - Cavallo Pazzo, condottiero nativo americano
- 1879 - Camille Doncieux, francese (n. 1847)
- 1880 - Cesare Campori, poeta e storico italiano (n. 1814)
- 1880 - Elena di Hohenlohe-Langenburg, nobile tedesca (n. 1807)
- 1883 - Gaspare Fossati, architetto svizzero (n. 1809)
- 1884 - André Bastelica, operaio francese (n. 1845)
- 1884 - Raffaele De Nobili, politico italiano (n. 1827)
- 1885 - Zuo Zongtang, generale e nobile cinese (n. 1812)
- 1886 - Llewellyn Jewitt, illustratore, incisore e artista inglese (n. 1816)
- 1887 - Francesco Glisenti, imprenditore, politico e patriota italiano (n. 1822)
- 1889 - Moritz Manfroni von Manfort, ammiraglio austriaco (n. 1832)
- 1890 - Ludwig Deppe, compositore, direttore d'orchestra e pianista tedesco (n. 1828)
- 1891 - Jules-Élie Delaunay, pittore francese (n. 1828)
- 1894 - George Stoneman, generale e politico statunitense (n. 1822)
- 1896 - Maria Isabel de Alcântara, nobildonna brasiliana (n. 1830)
- 1898 - Sarah Emma Edmonds, infermiera e militare canadese (n. 1841)
- 1900 - Arthur Sewall, politico statunitense (n. 1835)

## XX secolo(234)
- 1901 - Augusto Corbi, architetto e restauratore italiano (n. 1837)
- 1902 - Rudolf Virchow, patologo, scienziato e antropologo tedesco (n. 1821)
- 1906 - Ludwig Boltzmann, fisico, matematico e filosofo austriaco (n. 1844)
- 1907 - Giuseppe Mirri, politico e generale italiano (n. 1834)
- 1909 - Baldassarre Odescalchi, politico italiano (n. 1844)
- 1910 - Alexander Baumgartner, letterato e religioso svizzero (n. 1841)
- 1910 - Cora Crane, giornalista statunitense (n. 1865)
- 1910 - Franz Xaver Haberl, scrittore, musicologo e organista tedesco (n. 1840)
- 1912 - August Cramer, psichiatra tedesco (n. 1860)
- 1912 - Arthur MacArthur, generale e politico statunitense (n. 1845)
- 1913 - Willi Fick, calciatore tedesco (n. 1891)
- 1914 - Charles Péguy, scrittore, poeta e saggista francese (n. 1873)
- 1914 - Cesira Pozzolini, scrittrice e filantropa italiana (n. 1839)
- 1915 - Eugen von Albori, generale austriaco (n. 1838)
- 1915 - Stanisław Witkiewicz, pittore, architetto e scrittore polacco (n. 1851)
- 1916 - Gaetano Tacconi, politico italiano (n. 1829)
- 1917 - Nissim de Camondo, aviatore e banchiere francese (n. 1892)
- 1917 - Josep Domènech i Estapà, architetto spagnolo (n. 1858)
- 1917 - Walter Höhndorf, militare e aviatore tedesco (n. 1892)
- 1917 - Amilcare Paolucci, militare statunitense (n. 1893)
- 1917 - Nicolás Rey y Redondo, vescovo cattolico spagnolo (n. 1834)
- 1917 - Angelo Scandaliato, militare italiano (n. 1869)
- 1917 - Walther Schwieger, militare tedesco (n. 1885)
- 1917 - Marian Smoluchowski, fisico e geofisico polacco (n. 1872)
- 1917 - Ernesto Umberto Testa Fochi, militare italiano (n. 1873)
- 1919 - Frigyes Schulek, architetto ungherese (n. 1841)
- 1920 - Robert Harron, attore statunitense (n. 1893)
- 1920 - Arthur von Oettingen, fisico e teorico della musica tedesco (n. 1836)
- 1921 - Alfonso Del Re, matematico italiano (n. 1859)
- 1922 - Sarah Pardee Winchester, statunitense (n. 1839)
- 1922 - Marcel Sembat, giornalista e politico francese (n. 1862)
- 1923 - Zhu Jiabao, politico cinese (n. 1860)
- 1924 - Johan Axel Gustaf Acke, scultore, pittore e progettista svedese (n. 1859)
- 1926 - Karl Harrer, giornalista e politico tedesco (n. 1890)
- 1926 - Alejandro Pérez Lugín, scrittore, giornalista e regista spagnolo (n. 1870)
- 1926 - Martin van Maële, artista e illustratore francese (n. 1863)
- 1930 - Carl Panzram, serial killer statunitense (n. 1891)
- 1930 - Joseph Pinzolo, mafioso italiano (n. 1887)
- 1930 - Georges de Porto-Riche, scrittore e drammaturgo francese (n. 1849)
- 1931 - John Thomson, calciatore scozzese (n. 1909)
- 1931 - Isabella von Croy, nobile tedesca (n. 1856)
- 1932 - Paul Bern, regista, sceneggiatore e produttore cinematografico tedesco (n. 1889)
- 1932 - Károly Kaszala, aviatore austro-ungarico (n. 1894)
- 1932 - Francisco Acebal, scrittore e drammaturgo spagnolo (n. 1866)
- 1933 - Carlo Restelli, anarchico italiano (n. 1880)
- 1934 - Filippo Giacomo Novaro, chirurgo italiano (n. 1843)
- 1935 - Théodore Ungerer, orologiaio e storico tedesco (n. 1894)
- 1936 - Federico Borrell García, anarchico spagnolo (n. 1912)
- 1936 - Gustave Kahn, scrittore, poeta e critico d'arte francese (n. 1859)
- 1936 - Edmondo Sanjust di Teulada, ingegnere e politico italiano (n. 1858)
- 1937 - Edgard Blochet, orientalista francese (n. 1870)
- 1937 - Carlo Pellegrini, pittore e illustratore italiano (n. 1866)
- 1938 - Rudolf Biebrach, attore e regista tedesco (n. 1886)
- 1938 - Cammillo Lelli, politico italiano (n. 1849)
- 1940 - Eugenie Forde, attrice statunitense (n. 1879)
- 1940 - Charles de Broqueville, nobile e politico belga (n. 1860)
- 1941 - Ugo Da Como, politico italiano (n. 1869)
- 1941 - Kalle Jalkanen, fondista finlandese (n. 1907)
- 1942 - Mario Giuliano, militare e aviatore italiano (n. 1901)
- 1942 - Zsigmond Móricz, scrittore ungherese (n. 1879)
- 1943 - Ettore Nadalini, politico italiano (n. 1853)
- 1944 - Adolfo Carmine, collezionista d'arte svizzero (n. 1866)
- 1944 - Edoardo Cecere, militare e partigiano italiano (n. 1896)
- 1944 - Iro Konstantopoulou, partigiana greca (n. 1927)
- 1944 - Nicolaas Moerloos, ginnasta belga (n. 1900)
- 1944 - Ernst Reckeweg, ginnasta e multiplista statunitense (n. 1873)
- 1944 - Maximilian Volke, aviatore tedesco (n. 1915)
- 1945 - Benedict Lust, medico tedesco (n. 1872)
- 1945 - Luigi Mascagni, politico e antifascista italiano (n. 1885)
- 1947 - Pedro Ochoa, calciatore argentino (n. 1900)
- 1948 - Ernest Barberolle, canottiere francese (n. 1861)
- 1948 - Zenón Díaz, calciatore argentino (n. 1880)
- 1948 - Richard Chace Tolman, fisico, matematico e chimico statunitense (n. 1881)
- 1951 - Alexander McCulloch, canottiere britannico (n. 1887)
- 1951 - Milica del Montenegro, principessa montenegrina (n. 1866)
- 1952 - Johannes Baptist Geisler, arcivescovo cattolico austriaco (n. 1882)
- 1952 - Hermann Stieve, medico e anatomista tedesco (n. 1886)
- 1953 - Richard Walther Darré, politico e generale tedesco (n. 1895)
- 1953 - Francis Ford, attore, regista e sceneggiatore statunitense (n. 1881)
- 1954 - Henry Folland, ingegnere britannico (n. 1890)
- 1956 - Reginald Skelton, ingegnere, fotografo e esploratore britannico (n. 1872)
- 1956 - Antonio Vizzotto, aviatore italiano (n. 1909)
- 1957 - Alfred Maurstad, attore, musicista e regista norvegese (n. 1896)
- 1959 - Henri Bellocq, calciatore francese (n. 1884)
- 1960 - Robert P. Kerr, regista, attore e sceneggiatore statunitense (n. 1892)
- 1960 - André Merlin, tennista francese (n. 1911)
- 1960 - Rodolfo Ostromann, calciatore italiano (n. 1903)
- 1961 - Maria di Campello, religiosa italiana (n. 1875)
- 1962 - Michele Abati, mafioso italiano (n. 1900)
- 1963 - Hans Granfelt, schermidore e discobolo svedese (n. 1897)
- 1963 - Jules Isaac, storico francese (n. 1877)
- 1964 - Elizabeth Gurley Flynn, attivista statunitense (n. 1890)
- 1964 - Giorgio Kokoliós-Bardi, tenore greco (n. 1916)
- 1964 - Velso Mucci, scrittore italiano (n. 1911)
- 1964 - Billy Sherring, maratoneta canadese (n. 1878)
- 1965 - Carlos F. Borcosque, regista e sceneggiatore cileno (n. 1894)
- 1965 - Maria Fein, attrice austriaca (n. 1892)
- 1965 - C. Gardner Sullivan, sceneggiatore statunitense (n. 1884)
- 1966 - Emilio Cecchi, critico letterario e critico d'arte italiano (n. 1884)
- 1967 - Biagio Lammoglia, militare italiano (n. 1891)
- 1967 - Eddie Malanowicz, cestista e allenatore di pallacanestro statunitense (n. 1910)
- 1967 - Vilho Tuulos, triplista finlandese (n. 1895)
- 1969 - Edward Anderson, scrittore statunitense (n. 1905)
- 1969 - Jan Bontjes van Beek, ceramista e scultore olandese (n. 1899)
- 1969 - Heinrich Bütefisch, chimico tedesco (n. 1894)
- 1969 - Tammaro De Marinis, antiquario e bibliografo italiano (n. 1878)
- 1969 - Josh White, cantante, cantautore e chitarrista statunitense (n. 1914)
- 1970 - Luigi Ingrassia, calciatore italiano (n. 1909)
- 1970 - Jesse Pennington, calciatore inglese (n. 1883)
- 1970 - Jochen Rindt, pilota automobilistico austriaco (n. 1942)
- 1970 - André Simon, scrittore francese (n. 1877)
- 1971 - Gaetano Baldacci, giornalista e editore italiano (n. 1911)
- 1971 - Ed Gordon, lunghista statunitense (n. 1908)
- 1971 - Arrigo Tessari, aviatore e generale italiano (n. 1897)
- 1971 - George Trafton, giocatore di football americano e pugile statunitense (n. 1896)
- 1972 - Viktor Illarionovič Ivčenko, regista cinematografico sovietico (n. 1912)
- 1972 - Juan Puig Elias, anarchico, pedagogista e politico spagnolo (n. 1898)
- 1972 - Yossef Romano, sollevatore israeliano (n. 1940)
- 1972 - Mark Slavin, lottatore israeliano (n. 1954)
- 1973 - Simon Hòa Nguyễn Văn Hiền, vescovo cattolico vietnamita (n. 1906)
- 1973 - Valdemar Rautio, triplista finlandese (n. 1921)
- 1974 - Leo Santifaller, storico austriaco (n. 1890)
- 1975 - Alice Catherine Evans, microbiologa statunitense (n. 1881)
- 1975 - Leonízio Fantoni, allenatore di calcio e calciatore brasiliano (n. 1912)
- 1975 - Antonietta Raphaël, pittrice e scultrice lituana (n. 1895)
- 1976 - Vittorio Notarnicola, giornalista italiano (n. 1923)
- 1977 - Claudia Dell, attrice statunitense (n. 1910)
- 1977 - Aurelio Giussani, presbitero italiano (n. 1915)
- 1977 - Jan Maas, pistard e ciclista su strada olandese (n. 1900)
- 1977 - Mike O'Dowd, attore statunitense
- 1977 - Tatsuo Yoshida, fumettista giapponese (n. 1932)
- 1978 - Max Décugis, tennista francese (n. 1882)
- 1978 - Mayo D. Hersey, ingegnere e fisico statunitense (n. 1886)
- 1978 - Joe Negroni, cantante portoricano (n. 1940)
- 1978 - Nikodim Rotov, arcivescovo ortodosso russo (n. 1929)
- 1978 - Carlo Zanmatti, ingegnere italiano (n. 1896)
- 1979 - John Bradburne, missionario inglese (n. 1921)
- 1979 - Roman Ghirshman, archeologo e iranista francese (n. 1895)
- 1979 - Vito Sanzo, politico italiano (n. 1913)
- 1979 - Nat Simon, compositore, pianista e paroliere statunitense (n. 1900)
- 1979 - Hermann von Wissmann, geografo e esploratore austriaco (n. 1895)
- 1979 - Alberto di Jorio, cardinale e arcivescovo cattolico italiano (n. 1884)
- 1980 - Adrian Bell, giornalista inglese (n. 1901)
- 1980 - Antenor Francisco de Vasconcelos Horta, allenatore di pallacanestro brasiliano (n. 1925)
- 1980 - Barbara Loden, attrice, sceneggiatrice e regista statunitense (n. 1932)
- 1980 - Orfeo Paroli, canottiere italiano (n. 1906)
- 1980 - Fulvio Suvich, politico e diplomatico italiano (n. 1887)
- 1981 - Raffaele Elia, politico italiano (n. 1894)
- 1981 - Lydia Simoneschi, doppiatrice e attrice italiana (n. 1908)
- 1982 - Douglas Bader, aviatore britannico (n. 1910)
- 1983 - John Gilpin, ballerino, attore e direttore artistico britannico (n. 1930)
- 1983 - Gerbert Moricevič Rappaport, regista cinematografico sovietico (n. 1908)
- 1983 - Carlo Rigotti, allenatore di calcio e calciatore italiano (n. 1906)
- 1983 - Carolina Matilde di Sassonia-Coburgo-Gotha, principessa tedesca (n. 1912)
- 1983 - Buddy Young, giocatore di football americano statunitense (n. 1926)
- 1984 - Achille Dellarole, calciatore italiano (n. 1902)
- 1984 - Leonid Arkad'evič Kostandov, politico sovietico (n. 1915)
- 1984 - Jane Roberts, scrittrice e poetessa statunitense (n. 1929)
- 1984 - Arnulf Erich Stegmann, pittore tedesco (n. 1912)
- 1985 - Gerald Dreyer, pugile sudafricano (n. 1929)
- 1985 - Philip M. Morse, fisico statunitense (n. 1903)
- 1985 - Mieczysław Mümler, aviatore e militare polacco (n. 1899)
- 1985 - Antonino Spinelli, chirurgo e politico italiano (n. 1901)
- 1986 - Neerja Bhanot, modella indiana (n. 1963)
- 1986 - Alfredo Rossi Vezzani, pianista italiano (n. 1906)
- 1987 - Scott Irwin, wrestler statunitense (n. 1952)
- 1987 - Aleksandr Pavlovič Kibal'nikov, scultore russo (n. 1912)
- 1987 - Quinn Martin, produttore televisivo e sceneggiatore statunitense (n. 1922)
- 1987 - Karl Politz, calciatore tedesco (n. 1903)
- 1987 - Renato Ruocco, compositore italiano (n. 1921)
- 1988 - Lawrence Brown, trombonista statunitense (n. 1907)
- 1988 - Luciano Budigna, poeta, critico d'arte e traduttore italiano (n. 1924)
- 1988 - Gert Fröbe, attore e cabarettista tedesco (n. 1913)
- 1988 - Giuseppe Garlato, politico italiano (n. 1896)
- 1988 - Vasco Lenzi, calciatore e allenatore di calcio italiano (n. 1909)
- 1988 - Giacomo Mosso, ingegnere aeronautico italiano (n. 1903)
- 1989 - Umberto Folli, pittore italiano (n. 1919)
- 1990 - Beppo Brem, attore tedesco (n. 1906)
- 1990 - Alessandro Ciceri, tiratore a volo e imprenditore italiano (n. 1932)
- 1990 - Hugh Foot, barone Caradon, diplomatico britannico (n. 1907)
- 1990 - Luigi Fossati, giornalista italiano (n. 1927)
- 1990 - Roderic Alfred Gregory, fisiologo britannico (n. 1913)
- 1990 - Jack Hildyard, direttore della fotografia britannico (n. 1908)
- 1991 - Italo Pietra, partigiano, giornalista e scrittore italiano (n. 1911)
- 1992 - Luigi Cipriani, politico, attivista e sindacalista italiano (n. 1940)
- 1992 - Antonio D'Arliano, pittore, scenografo e scultore italiano (n. 1899)
- 1992 - Philipp Hilbert, ciclista su strada tedesco (n. 1911)
- 1992 - Irving Allen Lee, attore statunitense (n. 1948)
- 1992 - Fritz Leiber, scrittore statunitense (n. 1910)
- 1992 - László Rajcsányi, schermidore ungherese (n. 1907)
- 1993 - Baek Du-jin, politico sudcoreano (n. 1908)
- 1993 - Vladimiro Caminiti, giornalista, scrittore e poeta italiano (n. 1932)
- 1993 - Margaret Furse, costumista britannica (n. 1911)
- 1993 - Virgilio Mortari, compositore e direttore artistico italiano (n. 1902)
- 1993 - Claude Renoir, direttore della fotografia francese (n. 1913)
- 1993 - Erwin Schüle, militare e magistrato tedesco (n. 1913)
- 1993 - Antonio Torres, cestista cileno (n. 1932)
- 1993 - John Truscott, attore, costumista e scenografo australiano (n. 1936)
- 1994 - Alberto Farnese, attore italiano (n. 1926)
- 1994 - Giacomo Luzietti, presbitero italiano (n. 1931)
- 1994 - José Manuel Martins, calciatore portoghese (n. 1906)
- 1994 - Rudolf Raftl, calciatore austriaco (n. 1911)
- 1994 - Ike Williams, pugile statunitense (n. 1923)
- 1995 - Milorad Diskić, calciatore jugoslavo (n. 1924)
- 1995 - Quinto Ferrari, cantautore italiano (n. 1907)
- 1995 - Vinko Golob, calciatore jugoslavo (n. 1921)
- 1995 - John Megna, attore statunitense (n. 1952)
- 1995 - Ante Nardelli, pallanuotista jugoslavo (n. 1937)
- 1995 - Bob O'Shaughnessy, cestista statunitense (n. 1921)
- 1995 - Karl Warner, velocista statunitense (n. 1908)
- 1996 - Giuseppe Cornara, calciatore italiano (n. 1908)
- 1996 - Carl Fallberg, fumettista statunitense (n. 1915)
- 1996 - John Pellegrini, criminale statunitense (n. 1946)
- 1996 - Clem Thomas, giornalista britannico (n. 1929)
- 1996 - Carlo Zamporlini, calciatore italiano (n. 1902)
- 1997 - Johanne Kolstad, saltatrice con gli sci norvegese (n. 1913)
- 1997 - Heinz Luthringshauser, pilota motociclistico tedesco (n. 1931)
- 1997 - Manuel Martin, calciatore statunitense (n. 1917)
- 1997 - András Nagy, calciatore e allenatore di calcio rumeno (n. 1923)
- 1997 - Georg Solti, direttore d'orchestra ungherese (n. 1912)
- 1997 - Madre Teresa di Calcutta, religiosa albanese (n. 1910)
- 1997 - Ghigo Tommasi, pittore italiano (n. 1906)
- 1998 - Felix Morisseau-Leroy, scrittore haitiano (n. 1912)
- 1998 - Verner Panton, designer danese (n. 1926)
- 1998 - Leo Penn, attore e regista statunitense (n. 1921)
- 1998 - Billy Soose, pugile statunitense (n. 1915)
- 1999 - Allen Funt, produttore televisivo, regista televisivo e sceneggiatore statunitense (n. 1914)
- 1999 - Walther Reyer, attore austriaco (n. 1922)
- 1999 - Leonid Sedov, fisico e matematico sovietico (n. 1907)
- 1999 - Geraldo de Proença Sigaud, arcivescovo cattolico brasiliano (n. 1909)
- 2000 - Carlo M. Cipolla, storico italiano (n. 1922)
- 2000 - Mario Maurelli, arbitro di calcio italiano (n. 1914)
- 2000 - George Musso, giocatore di football americano statunitense (n. 1910)
- 2000 - Gian Luigi Polidoro, regista, attore e sceneggiatore italiano (n. 1927)

## XXI secolo(121)
- 2001 - Robert Kessler, cestista statunitense (n. 1914)
- 2001 - Pietro Pintus, critico cinematografico italiano (n. 1920)
- 2001 - Marcello Rosina, vescovo cattolico italiano (n. 1913)
- 2001 - Tamara Michajlovna Smirnova, astronoma sovietica (n. 1918)
- 2002 - Frankie Albert, allenatore di football americano e giocatore di football americano statunitense (n. 1920)
- 2002 - William Cooper, scrittore britannico (n. 1910)
- 2002 - Cliff Gorman, attore statunitense (n. 1936)
- 2002 - David Todd Wilkinson, astrofisico e cosmologo statunitense (n. 1935)
- 2003 - Heinz Cramer, generale e aviatore tedesco (n. 1911)
- 2003 - Miloš Minić, politico jugoslavo (n. 1914)
- 2003 - Marc Olden, scrittore statunitense (n. 1933)
- 2004 - Gianfranco Gamba, doppiatore e attore teatrale italiano (n. 1949)
- 2004 - Alessio Perilli, pilota motociclistico italiano (n. 1983)
- 2005 - Ottavio Cecchi, scrittore e giornalista italiano (n. 1924)
- 2005 - Nicola Sebastio, scultore e disegnatore italiano (n. 1914)
- 2006 - Gamal El-Nazer, pallanuotista egiziano (n. 1930)
- 2006 - Gösta Löfgren, calciatore svedese (n. 1923)
- 2006 - Ignacio Macaya, hockeista su prato spagnolo (n. 1933)
- 2006 - Hilary Mason, attrice britannica (n. 1917)
- 2006 - Dario Rizzoni, calciatore italiano (n. 1926)
- 2007 - Julieta Campos, scrittrice cubana (n. 1932)
- 2007 - Jennifer Dunn, politica statunitense (n. 1941)
- 2007 - Ferruccio Ferroni, fotografo italiano (n. 1920)
- 2007 - Paul Gillmor, politico statunitense (n. 1939)
- 2007 - Artemio Giovagnoni, scultore, medaglista e commediografo italiano (n. 1922)
- 2007 - Nikos Nikolaidis, regista e sceneggiatore greco (n. 1939)
- 2007 - Charlotte Zucker, attrice statunitense (n. 1921)
- 2008 - Aureliano Brandolini, agronomo italiano (n. 1927)
- 2008 - Bob Cluggish, cestista statunitense (n. 1917)
- 2008 - Gian Paolo Falchi, politico italiano (n. 1947)
- 2008 - Doyle Parrack, cestista e allenatore di pallacanestro statunitense (n. 1921)
- 2008 - Luis Santibáñez, allenatore di calcio cileno (n. 1936)
- 2008 - Mila Schön, stilista italiana (n. 1916)
- 2008 - Evan Tanner, artista marziale misto statunitense (n. 1971)
- 2009 - Andrea Manna, politico italiano (n. 1929)
- 2009 - Moshe Wolman, medico israeliano (n. 1914)
- 2010 - Guillaume Cornelis van Beverloo, pittore e scultore belga (n. 1922)
- 2010 - Jean-Louis Maubant, critico d'arte francese (n. 1943)
- 2010 - Mario Musiello, allenatore di calcio e calciatore italiano (n. 1946)
- 2010 - Lewis Nkosi, scrittore e giornalista sudafricano (n. 1936)
- 2010 - Jefferson Thomas, attivista statunitense (n. 1942)
- 2010 - Shōya Tomizawa, pilota motociclistico giapponese (n. 1990)
- 2010 - Angelo Vassallo, politico italiano (n. 1953)
- 2011 - Seraphino Antao, velocista keniota (n. 1937)
- 2011 - Robert Ballaman, calciatore svizzero (n. 1926)
- 2011 - Francisco Caballer, hockeista su prato spagnolo (n. 1932)
- 2011 - Marcello Ciorciolini, sceneggiatore, regista e autore televisivo italiano (n. 1922)
- 2011 - Salvatore Licitra, tenore italiano (n. 1968)
- 2011 - Vann Nath, disegnatore e scrittore cambogiano (n. 1946)
- 2011 - Bobby Rhine, calciatore statunitense (n. 1976)
- 2012 - Enrico Alba, politico italiano (n. 1921)
- 2012 - Rosalba Archilletti, cantante italiana (n. 1947)
- 2012 - Mirella Avalle, velocista italiana (n. 1922)
- 2012 - Ediz Bahtiyaroğlu, calciatore bosniaco (n. 1986)
- 2012 - Maria Becker, attrice tedesca (n. 1920)
- 2012 - Mario Maldesi, direttore del doppiaggio, dialoghista e attore italiano (n. 1922)
- 2012 - Christian Marin, attore francese (n. 1929)
- 2012 - Joe South, cantautore e chitarrista statunitense (n. 1940)
- 2013 - Rochus Misch, militare e imprenditore tedesco (n. 1917)
- 2014 - Simone Battle, cantante, ballerina e attrice statunitense (n. 1989)
- 2014 - Kerrie Biddell, cantante e insegnante australiana (n. 1947)
- 2014 - Anny Felbermayer, cantante lirica austriaca (n. 1924)
- 2014 - Wolfgang Wruck, calciatore tedesco orientale (n. 1944)
- 2015 - Patricia Canning Todd, tennista statunitense (n. 1922)
- 2015 - Chen Sho Fa, cestista singaporiano (n. 1928)
- 2015 - Antonio Dalmonte, calciatore italiano (n. 1919)
- 2015 - Bill Downey, cestista statunitense (n. 1923)
- 2015 - Setsuko Hara, attrice giapponese (n. 1920)
- 2015 - Yōtarō Kobayashi, dirigente d'azienda giapponese (n. 1933)
- 2015 - José María Ortiz de Mendíbil, arbitro di calcio spagnolo (n. 1926)
- 2015 - Alan Steel, attore e culturista italiano (n. 1931)
- 2016 - Gilbert Chapron, pugile francese (n. 1933)
- 2016 - Carlo D'Angiò, cantautore italiano (n. 1946)
- 2016 - George McLeod, calciatore scozzese (n. 1932)
- 2016 - Hugh O'Brian, attore statunitense (n. 1925)
- 2016 - Sergio Renda, cantante, attore e doppiatore italiano (n. 1926)
- 2016 - Phyllis Schlafly, scrittrice e politica statunitense (n. 1924)
- 2017 - Nicolaas Bloembergen, fisico olandese (n. 1920)
- 2017 - Holger Czukay, compositore e bassista tedesco (n. 1938)
- 2017 - Giuseppe Farinella, mafioso italiano (n. 1925)
- 2017 - Gert Hatz, numismatico tedesco (n. 1928)
- 2017 - Gauri Lankesh, giornalista e attivista indiana (n. 1962)
- 2017 - Enzo Pascolo, architetto italiano (n. 1927)
- 2017 - Osvaldo Verdi, dirigente sportivo, allenatore di calcio e calciatore italiano (n. 1939)
- 2018 - Vince Conti, attore statunitense (n. 1930)
- 2018 - Dennis Green, canoista australiano (n. 1931)
- 2018 - Margot Marsman, nuotatrice olandese (n. 1932)
- 2018 - Alan McGregor Peart, ufficiale e aviatore neozelandese (n. 1922)
- 2018 - Beatriz Segall, attrice brasiliana (n. 1926)
- 2018 - Igea Sonni, attrice teatrale italiana (n. 1938)
- 2019 - Akitsugu Konno, saltatore con gli sci giapponese (n. 1944)
- 2019 - Bob Rule, cestista statunitense (n. 1944)
- 2019 - Nenad Šulava, scacchista croato (n. 1962)
- 2020 - Dwight Anderson, cestista statunitense (n. 1960)
- 2020 - Mauro Battaglini, dirigente sportivo e procuratore sportivo italiano (n. 1949)
- 2020 - Orlando Bauzón, cestista e allenatore di pallacanestro filippino (n. 1944)
- 2020 - Smokey Gaines, cestista e allenatore di pallacanestro statunitense (n. 1942)
- 2020 - Marian Jaworski, cardinale e arcivescovo cattolico polacco (n. 1926)
- 2020 - Jiří Menzel, regista e attore ceco (n. 1938)
- 2020 - Sergio Moravia, filosofo e antropologo italiano (n. 1940)
- 2020 - Antoine Rufenacht, politico francese (n. 1939)
- 2020 - Giancarlo Sitra, politico e dirigente d'azienda italiano (n. 1949)
- 2021 - Ion Caramitru, attore, regista teatrale e politico rumeno (n. 1942)
- 2021 - Giovanni Cerri, filologo classico, grecista e traduttore italiano (n. 1940)
- 2021 - Sarah Harding, cantante, attrice e modella britannica (n. 1981)
- 2021 - Matej Marin, ciclista su strada sloveno (n. 1980)
- 2021 - Ivan Patzaichin, canoista rumeno (n. 1949)
- 2022 - Mariella Mehr, scrittrice e poetessa svizzera (n. 1947)
- 2022 - Stefano Orlando, generale italiano (n. 1947)
- 2022 - Jürgen Theuerkauff, schermidore tedesco (n. 1934)
- 2022 - Lars Vogt, pianista tedesco (n. 1970)
- 2023 - Al'bert Azarjan, ginnasta sovietico (n. 1929)
- 2023 - María Teresa Campos, giornalista, conduttrice televisiva e conduttrice radiofonica spagnola (n. 1941)
- 2023 - Frane Nonković, pallanuotista jugoslavo (n. 1939)
- 2024 - Jacques Breuer, attore e doppiatore tedesco (n. 1956)
- 2024 - Rebecca Cheptegei, mezzofondista e maratoneta ugandese (n. 1991)
- 2024 - Herbie Flowers, bassista e compositore britannico (n. 1938)
- 2024 - Elio Fontana, politico italiano (n. 1941)
- 2024 - Rich Homie Quan, rapper e cantante statunitense (n. 1989)
- 2024 - Sérgio Mendes, pianista, compositore e cantante brasiliano (n. 1941)
- 2024 - Laurent Tirard, regista, sceneggiatore e critico cinematografico francese (n. 1967)

## Senza anno specificato(1)
- Gerberga I di Gandersheim, badessa tedesca